# توماس زيغلر
توماس زيغلر (بالألمانية: Thomas Ziegler)‏ (و. 1980  م) هو راكب دراجة هوائية، ودراج على الطريق ‏، ودراج جبلي، ومتسابق ثلاثي، من ألمانيا، ولد في آرنشتات، شارك في طواف إسبانيا.

## روابط خارجية
- توماس زيغلر على موقع أرشيف الدراجات (الإنجليزية)
- توماس زيغلر على موقع إحصائيات الدراجات الإحترافية (الإنجليزية)
- توماس زيغلر على موقع نسبة الدراجات (الإنجليزية)